# Spizelloides
Spizelloides is een geslacht van vogels uit de familie van de Amerikaanse gorzen. Het geslacht telt één soort:
- Spizelloides arborea – Toendragors